# Ilex nervosa
Ilex nervosa là một loài thực vật có hoa trong họ Aquifoliaceae. Loài này được Triana & Planch. mô tả khoa học đầu tiên năm 1872.